# イヴァノヴォの岩窟教会群
イヴァノヴォの岩窟教会群（Ивановски скални църкви, Ivanovski skalni tsarkvi）は、ブルガリアにある岩を刳り貫いて作られた聖堂、修道院などの建造物群をさすユネスコの世界遺産としての登録名（ID45）。ルセ州イヴァノヴォ村に近く、ルーセの南20 km にあたるルセンスキ・ロム川沿いにそびえる岩だらけの堤にある（川からの標高は32 m である）。この教会群は、保存状態の良い美しい中世のフレスコ画で知られている。
この地方の洞窟群には、後のブルガリア正教会総主教ヨアキムが居を定めた1220年代以降17世紀まで、修道士たちが住むようになっていた。彼らは、僧房、教会群、礼拝堂などを硬い岩から切り出しており、修道院建造物群はおよそ40もの教会群を頂点に戴いていた。その周りには、他の宗教施設用地が300ほどあったが、そのほとんどは現存していない。
教会群に残る肖像画からも明らかなように、イヴァン・アレクサンダルやイヴァン・アセン2世といった第2次ブルガリア帝国の皇帝たちは、この教会群に頻繁に寄進を行った。王族以外のパトロンには、13世紀から14世紀にかけて修道院が強く結びついていた首都タルノヴォの貴族たちが含まれていた。
14世紀にはブルガリア一帯のヘシカズムの中心地となり、オスマン帝国に組み込まれた当初も存続し続けたが、漸次衰退していった。
修道院の建築物群の名声は、その多くを13世紀から14世紀にかけてのフレスコ画に負っている。それらは教会群の内の5つの教会に保存されており、中世ブルガリア美術の傑作として評価されている。岩窟施設群は修道士たちに使われていたもので、大天使聖ミカエル礼拝堂、洗礼堂、ゴスポデフ・ドル礼拝堂、聖テオドルス礼拝堂や、中心となる聖母教会などを含んでいた。特に聖母教会に残る14世紀の壁画はおそらく最も有名なもので、かつパレオロゴス家美術の最も優れた例証とされている。修道院群の敷地内には、同様に何世紀も経た碑文が残されている。その中でも有名なのは、1308年から1309年に修道士イヴォ・グラマティクによって書かれたものである。

## 世界遺産
イヴァノヴォの岩窟教会群は、その壁画の素晴らしさが評価されて、1979年にユネスコの世界遺産に登録された。

## 登録基準
この世界遺産は世界遺産登録基準のうち、以下の条件を満たし、登録された（以下の基準は世界遺産センター公表の登録基準からの翻訳、引用である）。
- (2) ある期間を通じてまたはある文化圏において、建築、技術、記念碑的芸術、都市計画、景観デザインの発展に関し、人類の価値の重要な交流を示すもの。
- (3) 現存するまたは消滅した文化的伝統または文明の、唯一のまたは少なくとも稀な証拠。

## ギャラリー

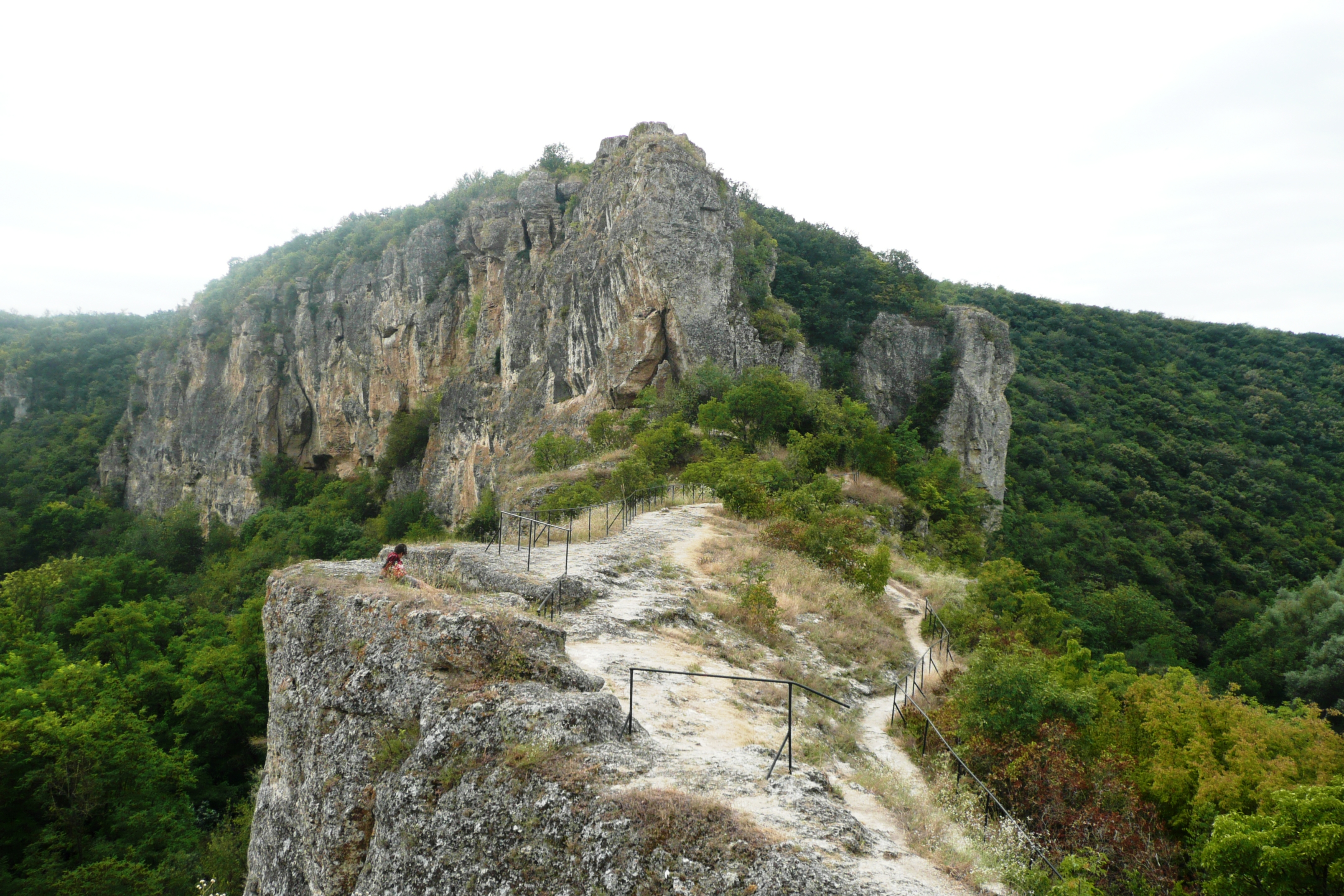
教会群近辺の岩々。
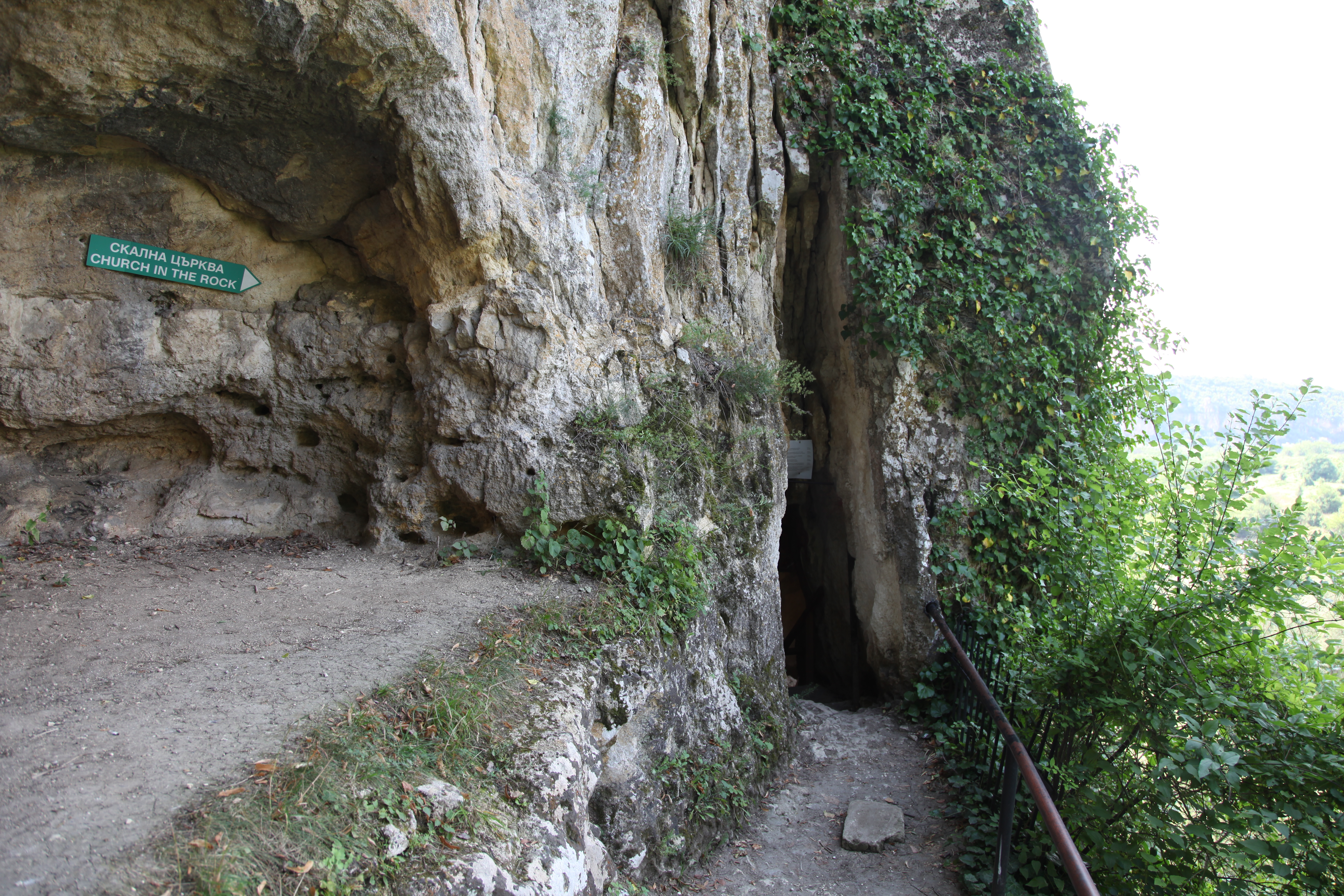
教会の入口。
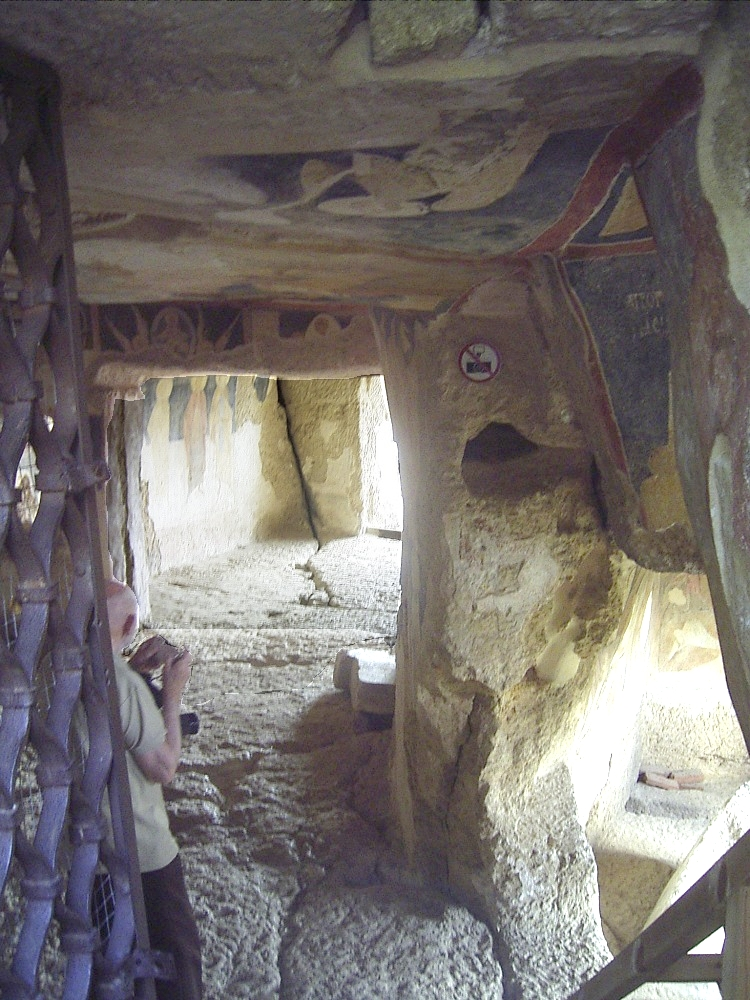
内部
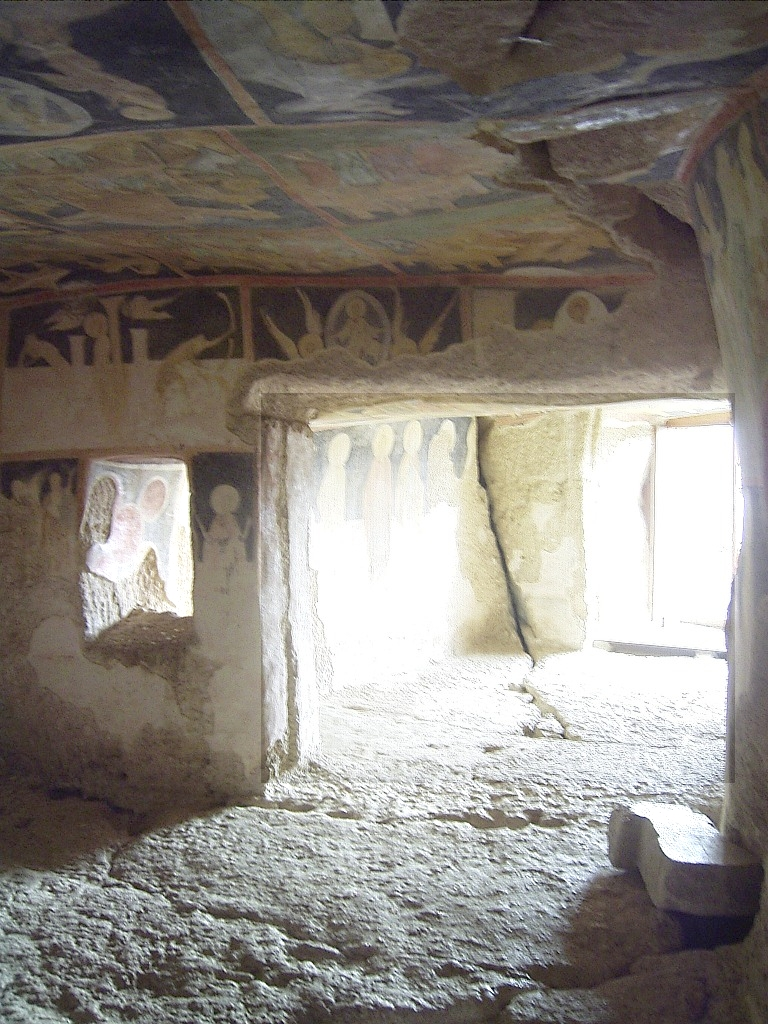
内部
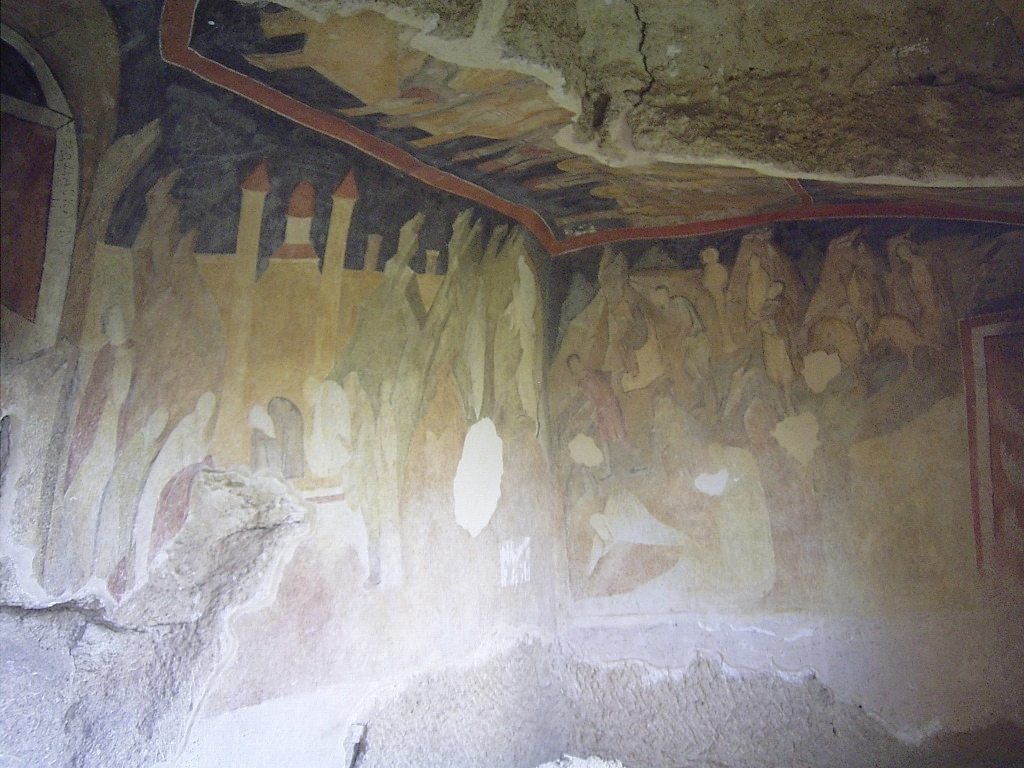
内部
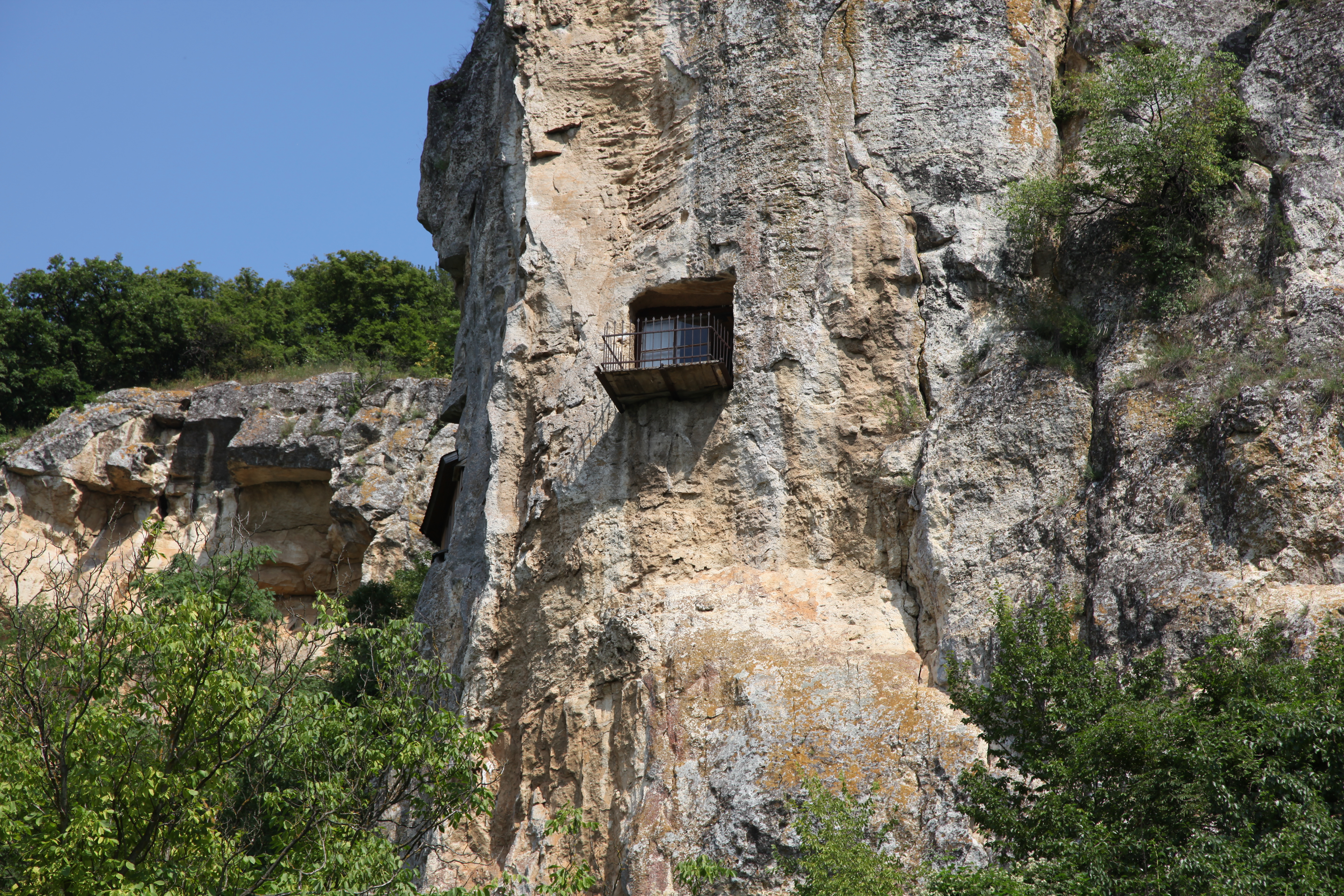
岩壁に開けられた窓
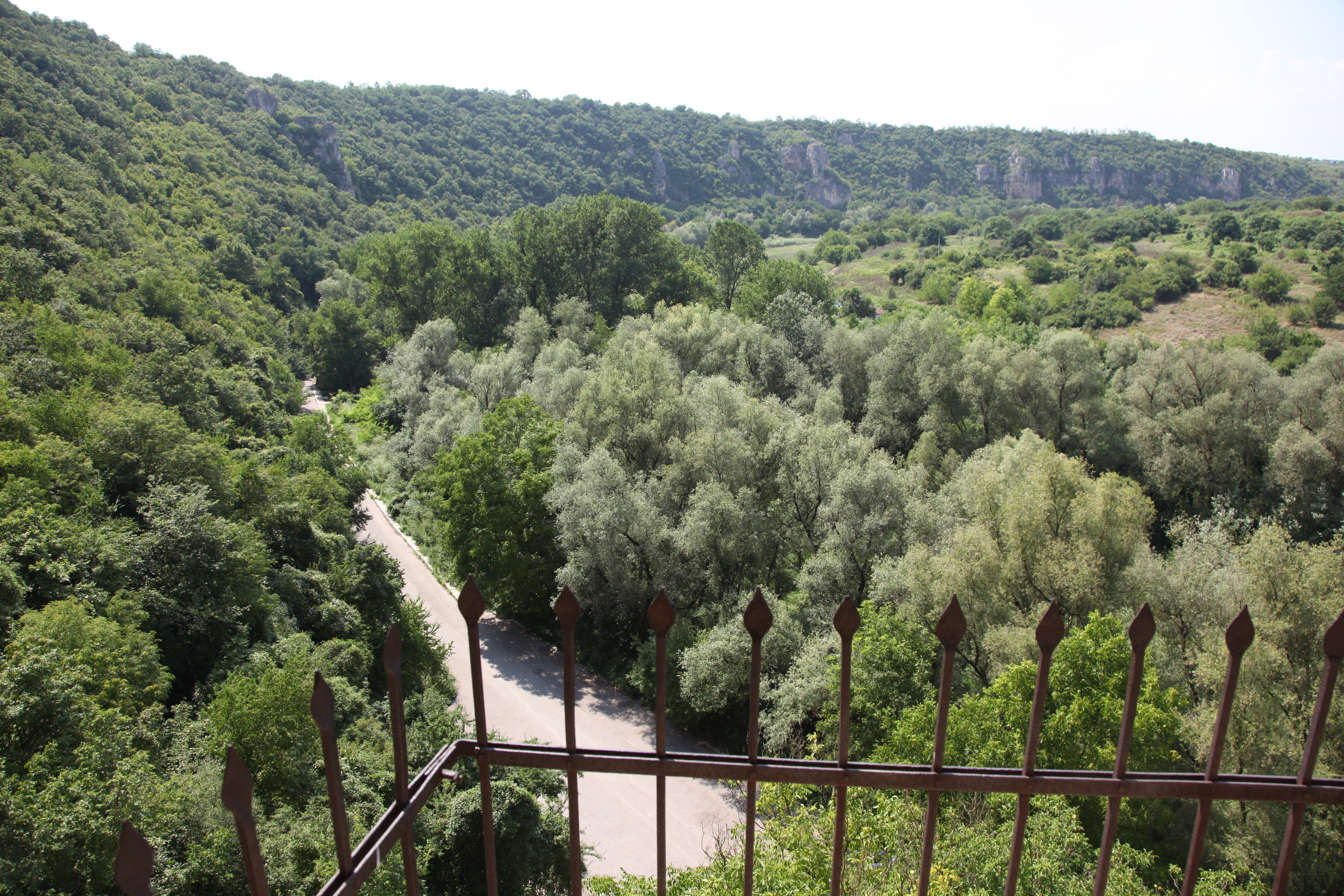
窓からの眺め
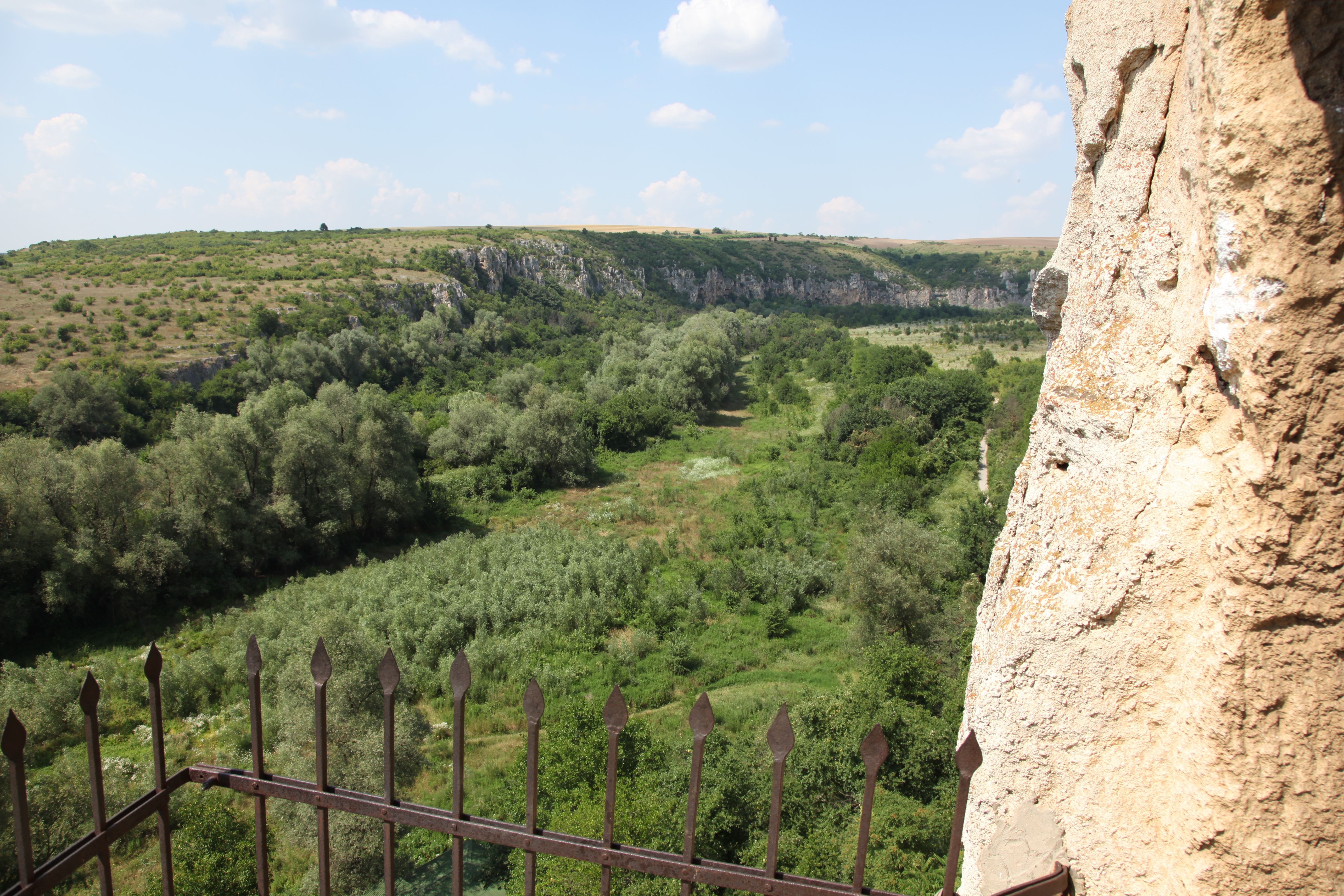
窓からの眺め
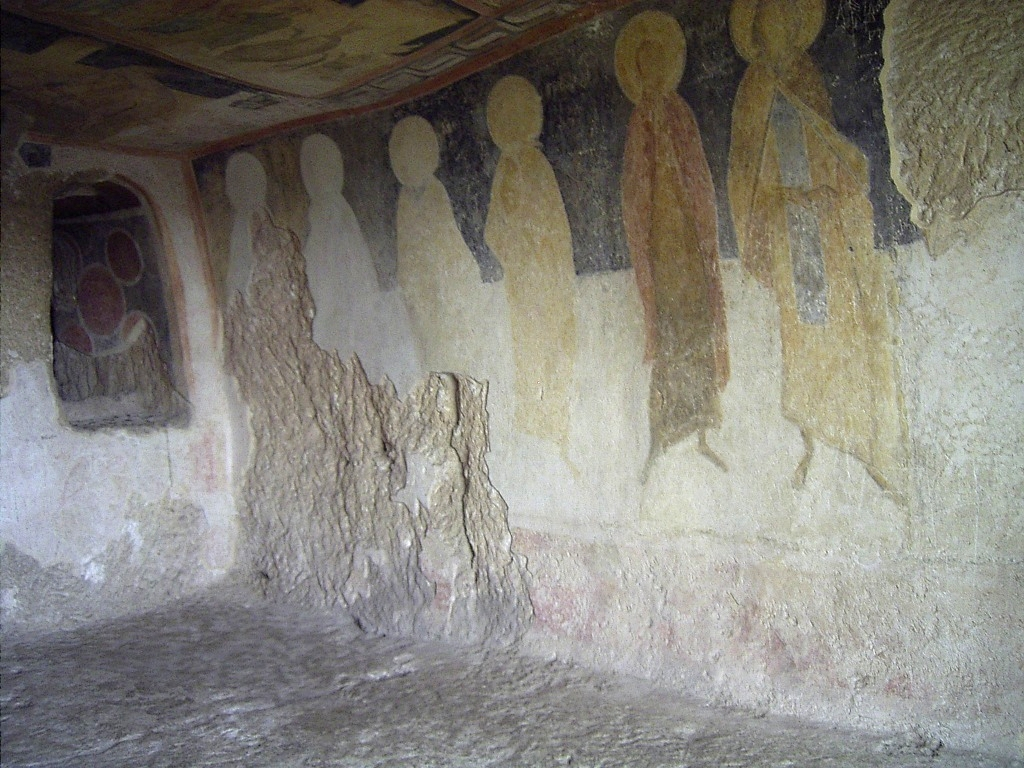
内部
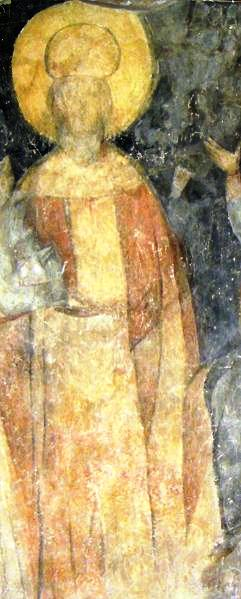
内部に残るフレスコ画
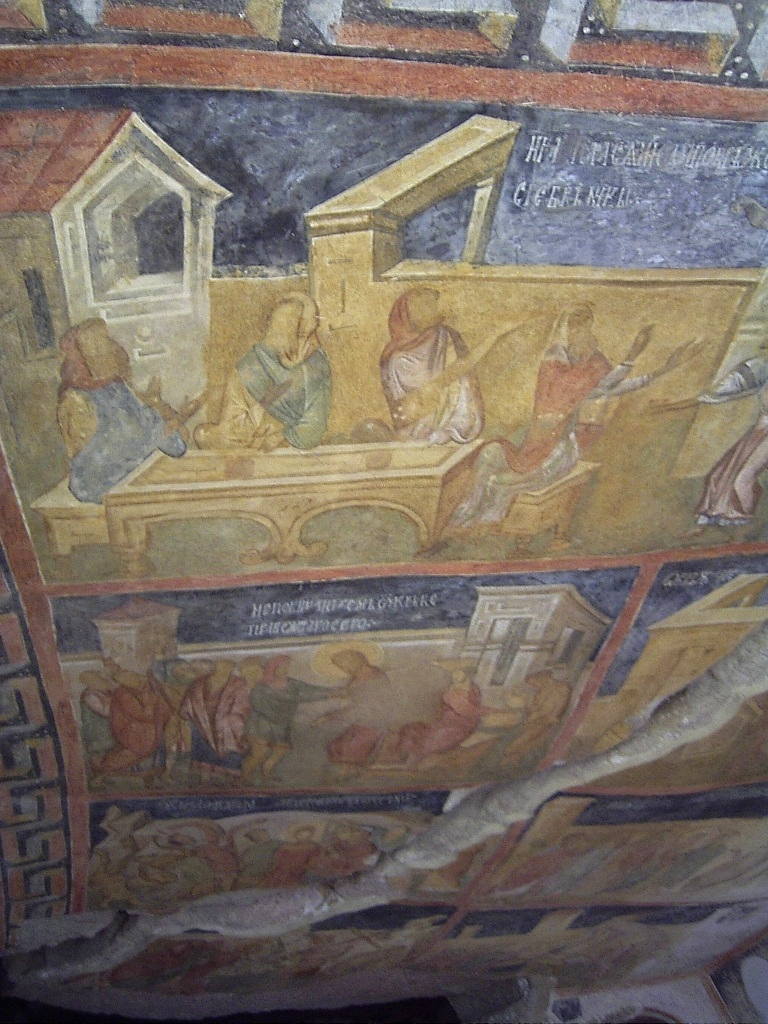
内部に残るフレスコ画
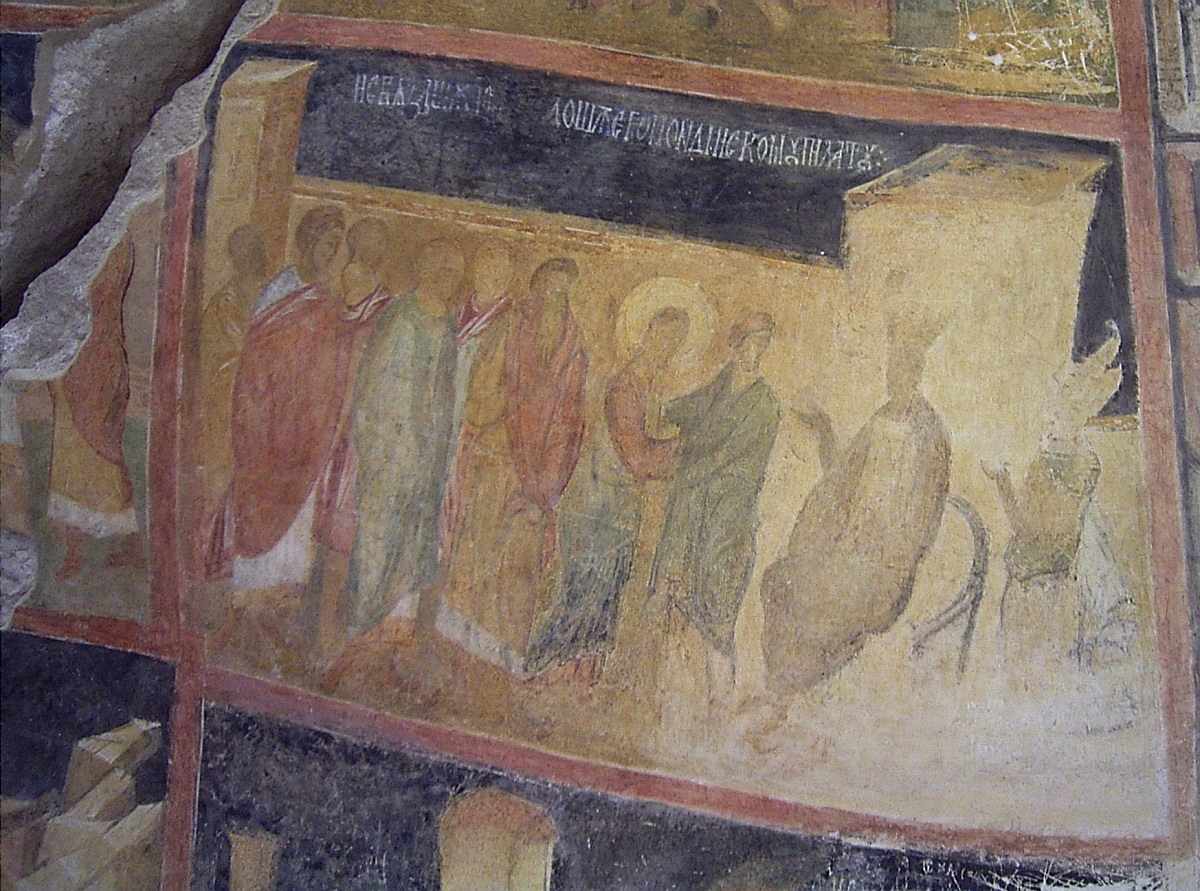
内部に残るフレスコ画

座標: 北緯43度43分0秒 東経25度58分0秒 / 北緯43.71667度 東経25.96667度